# Olaf Berger
Olaf Berger, né le 24 décembre 1963 à Dresde, est un chanteur et animateur de télévision allemand.

## Biographie
Olaf Berger vient d'une famille de musiciens. Son père, Lothar Berger, a un groupe de gala. Olaf suit d'abord une formation de mécanicien. Il joue de la guitare et chante dans le groupe de son père. Il participe au concours de jeunes chanteurs au festival VGoldener Rathausmann. Il obtient quelques apparitions à la télévision et sort son premier titre. Il est l'un des chanteurs qui vend le plus de disques en RDA, surtout auprès des jeunes.
En 1990, Olaf Berger remporte la Goldene Stimmgabel. Après la réunification, il reste un artiste populaire. Il fait plusieurs émissions de radio et de télévision. En 1993, il signe un contrat avec le producteur et compositeur Jack White. Durant les années 2000, il se consacre à l'animation d'émissions de télévision.
Pour fêter ses 25 ans de carrière, il publie en mars 2010 son douzième album, Das zweite Gefühl. L'année suivante, il rejoint David Brandes et Koch Media.

## Discographie
Singles
- 04/1990 Nonstop ins Paradies
- 08/1990 Feuervogel
- 02/1991 Die ersten Tränen trocknen nie
- 10/1991 Flüsternde Schatten
- 07/1993 Ich liebe dich noch immer (reprise allemande de The Girl Forever de David Hasselhoff)
- 03/1994 Doch abends fängt die Sehnsucht an
- 09/1994 Erzähl mir was von dir
- 01/1995 Alles aus Liebe zu dir
- 06/1995 Spanische Hochzeit
- 10/1995 Berlin, Berlin, wir fahren nach Berlin
- 03/1996 (Wer verdammt ist) Alice
- 06/1996 Wenn du mich wirklich liebst
- 08/1996 Eviva Amor
- 06/1997 Komm und bring die Liebe mit
- 03/1998 Geh zum Teufel mein Engel
- 06/1998 Samba Del Amore
- 09/1998 Herzklopfen
- 02/1999 Es ist ein Wahnsinn, dich nicht zu lieben (Maria)
- 05/1999 Schenk mir deine Träume
- 08/1999 Verliebt in den Sommer
- 11/1999 Sonntagskinder
- 05/2000 Wildes Feuer
- 09/2000 Viel zu nah
- 05/2001 Baila Baila
- 09/2003 Casavova
- 10/2005 Ich wein' dir keine Tränen hinterher
- 03/2006 Olé Olá denke nicht an morgen
- 09/2006 Neu in dich verliebt
- 01/2012 Wenn dein Blick eine Nacht verrät

Albums
- Printemps 1987 Es brennt wie Feuer
- Automne 1988 Lebenslänglich du
- 11/1990 Geheime Zeichen
- 09/1994 Erzähl mir was von dir
- 08/1996 Es lebe die Liebe
- 04/1998 Herzklopfen
- 10/2000 Hautnah ist nicht genug
- 03/2002 Du und ich
- 08/2002 Best Of ... und immer wieder Feuer
- 03/2004 Casanova
- 03/2006 Ich zeig dir meine Welt
- 03/2008 Schatten an der Wand
- 10/2008 Weihnachten liegt schon in der Luft
- 03/2010 Das zweite Gefühl
- 04/2012 Stationen

## Source de la traduction
- (de) Cet article est partiellement ou en totalité issu de l’article de Wikipédia en allemand intitulé « Olaf Berger » (voir la liste des auteurs).